# 伊丹スカイパーク
伊丹スカイパーク（いたみスカイパーク）は、兵庫県伊丹市の大阪国際空港（伊丹空港）の西側にある大型の公園。

## 概要
大阪国際空港（伊丹空港）の西側に位置する公園（伊丹空港周辺緑地）である。1993年から、国、兵庫県、伊丹市の3者により整備され、2006年7月9日に一部オープン、2008年7月12日に全面オープンした。
2008年の全面オープンで9ヘクタールもの巨大公園となった。
滑走路の間近にあり、飛行機の離着陸をダイナミックに見ることができる。これほど間近に飛行機を見られる公園は全国でも稀である。そのため、家族連れや航空ファンが訪れ、スポッティングや撮影が行われる。
芝生エリアや展望台、航空関係の展示、遊具や川など数々のエリアに分かれている。朝や昼は親子や若者でにぎわい、夜になるとカップルが夜景を見ながら飛行機を見るというシャレたスポットになっている。この大型公園から少し歩くと、近畿圏で最大級の大型ショッピングモールイオンモール伊丹が立地していて、連絡橋を渡るとJR伊丹駅に到着する。

## 施設

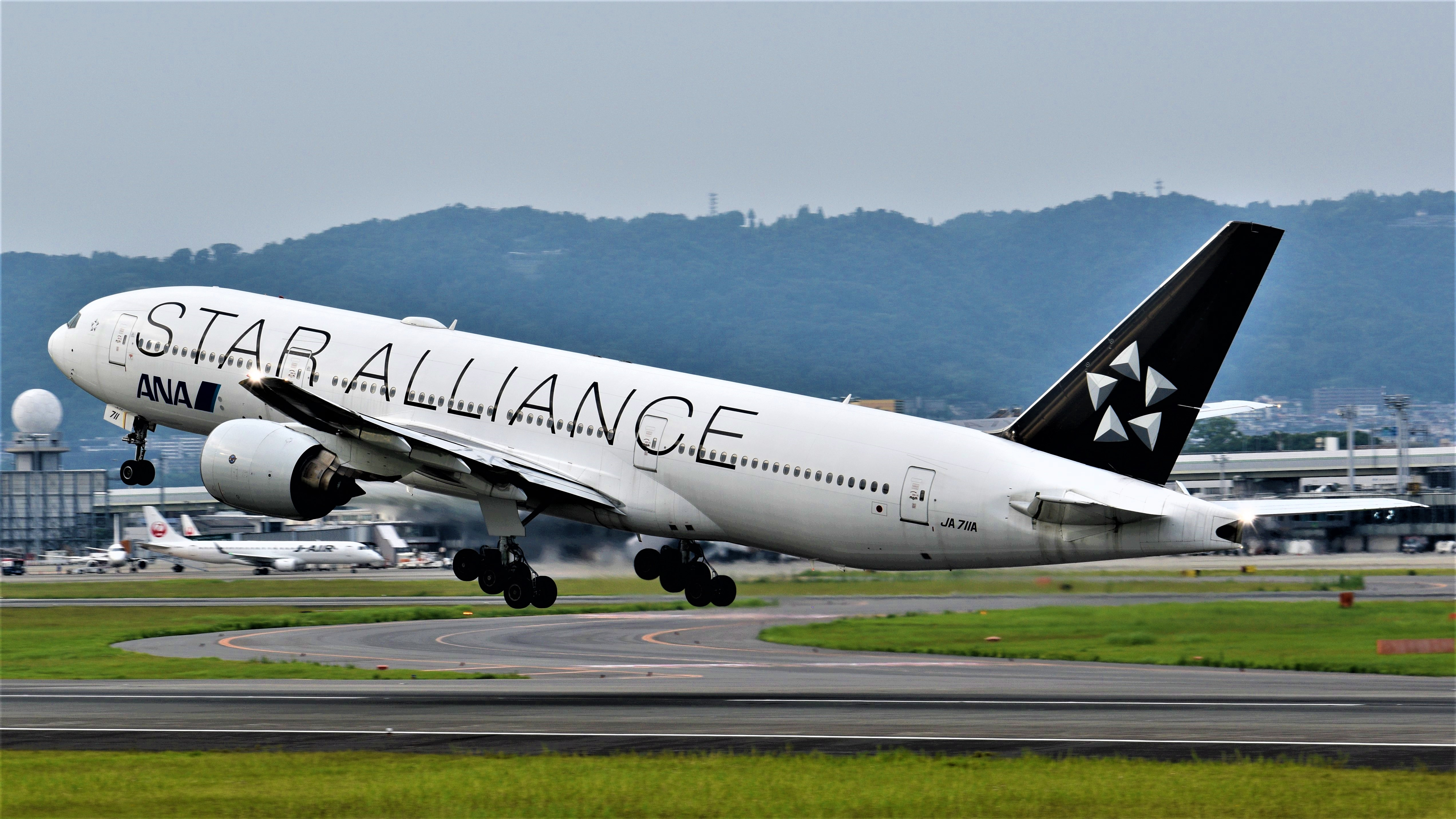
北エントランス側「大空の丘」より離陸機を臨む

入口は、「北エントランス」、「中央エントランス」、「南エントランス」の3箇所がある。
兵庫県道・大阪府道99号伊丹豊中線の南側に隣接する「北エントランス」には、「パークセンター」という建物があり、館内には付近の岩屋遺跡の出土品や神津地区の歴史資料、航空管制レーダー、YS-11のプロペラなどが展示されている。 
空港川の南隣にある「中央エントランス」には、岩屋遺跡で発掘された出土品を元に復元された弥生時代の灌漑施設などがある。また、大阪国際空港の飛行機の発着時刻が表示されるプラズマディスプレイがある。
岩屋トンネルを越え、スカイランドHARADAに隣接する位置にある「南エントランス」には、車に乗ったまま飛行機の離着陸が間近で見られる「丘の上駐車場」への入口がある。

## 来園者数
2006年7月の一部オープンから2007年1月までの7か月で推定約28万人が訪れ、2008年の全面オープン後での年間来園者を21万人と見込んでいた伊丹市の当初の予想を大幅に上回る結果となった。祝日は駐車場に車が入り切れない状況が多く、入園するまでに1時間待ちになることも多々あり、伊丹市は全面オープン時の駐車場の台数を当初の計画から増した。
伊丹市が、来園者から聞き取り調査を実施した結果、自家用車で訪れたのが86%にあたる。市外からの来園者は80%、大阪府内が41%、兵庫県内の他都市が33%。2回以上訪れたことのある人は51%と半分以上の人がリピーターであり、大盛況である。
来園者数は駐車台数などから推定した結果、駐車台数は2006年7月から2007年1月で8万9591台。1日平均が433台で、最も多い日で1218台が駐車した日もあった。駐車場の収容台数は現段階では194台で、全面オープン時には50台分を増設する予定であったが、予想以上の来園者で計画を練り直し、150台分を増やす事になった。駐車場は一部オープン時は1時間100円だった。その後に30分100円に、2009年9月1日からは20分100円となり、段階的に値上げがされている。

## 開園時間
- 9:00～21:00土日祝は07:00～（入場無料。ただし、駐車場は有料）

## 交通アクセス
- 市バス・阪急バス「伊丹スカイパーク・上須古」下車すぐ。
  - JR伊丹駅/市バス6番のりば「岩屋循環」または「神津経由・大阪国際空港行き」
  - イオンモール伊丹（JR伊丹東口）/阪急バス「宮川原橋経由・豊中行き」
  - 阪急伊丹駅/市バス6番のりば「神津経由・大阪国際空港行き」、阪急バス「宮川原橋経由・豊中行き」

- 徒歩の場合、JR伊丹駅から20分（1.5km。イオンモール方面に出て北に進み、県道を右折。桑津橋をわたり空港トンネル方面北エントランスまで）。阪急伊丹駅からは、イオンモール伊丹経由で約30分。